# Talkeetna Mountains
Die Talkeetna Mountains sind ein Gebirgszug der nordamerikanisch-pazifischen Küstengebirge in der Region South Central des US-Bundesstaats Alaska. Sie liegen nördlich von Anchorage zwischen den Chugach Mountains im Osten und der sie in einem Halbbogen nordwestlich umschließenden Alaskakette.
Westlich der Talkeetna Mountains fließt der Susitna und südöstlich der Matanuska River. Sie erstrecken sich 178 Kilometer in nordsüdlicher und 278 Kilometer in ostwestlicher Richtung und bedecken eine Fläche von 26.537 km². Der höchste Berg ist der Sovereign Mountain mit 2697 Meter. Im Südwesten der Talkeetna Mountains führt eine Straße über den Hatcher Pass.
Die Talkeetna Mountains sind größtenteils in Staatsbesitz und werden unter anderem vom Department of Natural Resources verwaltet.

## Berge der Talkeetna Mountains
| - Sovereign Mountain (2697 m) - Mount Monarch (2167 m) - Gunsight Mountain (1963 m) | - Mount Watana (1907 m) - Twin Hills (1737 m) - Syncline Mountain (1668 m) |